# Lago di Bulera
Il lago di Bulera è un lago in provincia di Pisa nel comune di Pomarance, posto a 350 metri s.l.m.